# Parel van Koeweit
De Parel van Koeweit (Engels: Pearl of Kuweit) is een grote, peervormige (eigenlijk meer auberginevormige), witte barokparel met een bijzondere glans. De zijdeachtig glanzende parel heeft een mooi regelmatig oppervlak en weegt wat overeenkomt met 257,40 grein. Dat is 12,87 gram of 64,35 karaat. De regelmatig gevormde parel groeide in een oesterschelp van de in zout water levende ondersoort Pinctada radiata en meet 41,28 bij 19,05 millimeter.
De tot 2004 naamloos gebleven parel werd in de Perzische Golf gevonden. De parel werd, zo is aan het montuur met roosgeslepen diamantjes te zien, in de 19e eeuw gemonteerd en zou onderdeel van een groot collier geweest zijn. Van veel bijzonder kostbare parels is de geschiedenis niet met zekerheid bekend. Ze verdwenen soms decennia uit de publiciteit na veilingen of doordat ze prooi werden van dieven, wat  voedsel geeft aan legenden.
De Parel van Koeweit dook in november 2004 op in een veiling van Christie's in Londen. De verkoper bleef anoniem. De koper was de firma Symbolic & Chase in Londen die de parel voor $270.000 kocht en hem de huidige naam gaf.